# Coccaglio
Coccaglio (Cucài in dialetto bresciano) è un comune italiano di 8 866 abitanti della Franciacorta, provincia di Brescia in Lombardia.
A Coccaglio è nato nel 1553 il madrigalista Luca Marenzio e nel 1793 il carbonaro Andrea Tonelli.

## Geografia fisica

### Territorio
Il comune di Coccaglio si trova nel margine meridionale della Franciacorta, in un'area semicollinare, sviluppandosi per metà in pianura e per metà sul rilievo del Monte Orfano.
Coccaglio sul proprio territorio ha due località: Fiumicello Sera e Belvedere; queste due sono nate come comunità agricole ovvero raggruppamenti di cascine nelle quali abitavano molteplici famiglie.

## Storia

### Simboli
Lo stemma e il gonfalone sono stati concessi con regio decreto del 21 giugno 1942.
Il gonfalone è un drappo di azzurro.

## Monumenti e luoghi d'interesse

### Architetture religiose
- Chiesa di Santa Maria Nascente, costruita nel XVIII secolo
- Pieve di San Giovanni Battista
- Chiesa di San Pietro, esempio di architettura medioevale di età lombarda. Sorta nel XII-XIII secolo sulle basi di una primitiva cappella paleocristiana del V secolo.[senza fonte]

## Società

### Evoluzione demografica
Abitanti censiti

### Etnie e minoranze straniere
Secondo i dati ISTAT al 31 dicembre 2010 la popolazione straniera residente era di 1 552 persone. Le nazionalità maggiormente rappresentate in base alla loro percentuale sul totale della popolazione residente erano:
- Marocco 321 3,74%
- Albania 235 2,74%
- Repubblica di Macedonia 159 1,85%
- Romania 129 1,50%
- Ghana 121 1,41%
- Senegal 120 1,40%

## Cultura

### Musei
- Museo d'arte orientale - Collezione Mazzocchi

## Infrastrutture e trasporti
La stazione di Coccaglio, posta lungo la ferrovia Lecco-Brescia, è servita da treni regionali svolti da Trenord nell'ambito del contratto di servizio stipulato con la Regione Lombardia.
Fra il 1897 e il 1915 la località ospitò altresì una stazione della tranvia Iseo-Rovato-Chiari.

## Amministrazione
| Periodo        | Periodo        | Primo cittadino    | Partito                        | Carica  | Note |
| -------------- | -------------- | ------------------ | ------------------------------ | ------- | ---- |
| 20 giugno 1985 | 14 giugno 1999 | Vincenzo Filisetti | DC poi lista civica di centro  | Sindaco |      |
| 14 giugno 1999 | 8 giugno 2009  | Luigi Lotta        | lista civica di centrosinistra | Sindaco |      |
| 8 giugno 2009  | 27 maggio 2019 | Franco Claretti    | Lega Nord                      | Sindaco |      |
| 27 maggio 2019 | 10 giugno 2024 | Alberto Facchetti  | Lega Nord                      | Sindaco |      |
| 10 giugno 2024 | in carica      | Monica Lupatini    | Centro-destra                  | Sindaco |      |